# Tébessa (distrito)
Tébessa é um distrito da Argélia, que se localiza na província homônima. Sua capital é a cidade de Tébessa. A população total do distrito era de 196 537 habitantes, em 2008.[carece de fontes?]

## Comunas
O distrito consiste em apenas uma única comuna:
- Tébessa